# The Captive Slave
The Captive Slave (L'Esclave captif) est un portrait peint par l'artiste John Simpson (en) (1782-1847), exposé pour la première fois à Londres en 1827. Il montre un homme menotté, assis sur un banc de pierre et regardant pensivement ou plaintivement vers le haut. Le sujet, la période et le mode de création de cette œuvre indiquent qu'elle fut conçue comme une protestation contre l'esclavage. Jusqu'à son acquisition par l'Art Institute of Chicago en 2008, elle n'avait pas été exposée au public depuis 180 ans.

## La peinture de Simpson
Le portrait de trois quarts montre un homme à la peau noire, vêtu d'un vêtement rouge-oranger à col ouvert, et assis sur un banc de pierre, devant un fond terne et sombre ; le modèle occupant la majeure partie du cadre. De grandes menottes métalliques sont visibles autour de ses poignets, qui reposent sur ses genoux, et une lourde chaîne tombe sur le banc et hors du cadre. L'homme regarde vers le haut, à senestre,
Lors de sa première exposition, l'œuvre fut intitulée L'Esclave Captif (The Captive Slave). Le spectateur comprenait, en observant les entraves et la peau sombre du personnage, que son histoire était liée à celle de l'esclavage en Afrique. Ses vêtements semblent indiquer une origine étrangère, mais il pourrait également s'agir d'un uniforme de détenu. Les caractéristiques du sujet en font un individu reconnaissable. Le tableau est décrit comme un portrait, mais aussi comme un hybride entre peinture de genre et portrait (le nom du personnage du tableau n'étant pas connu de manière certaine). Le sujet a l'aspect d'un saint ou d'un héro, implorant, vulnérable et passif. Cette caractéristique de l’œuvre permettait au spectateur britannique, lorsque le portrait était exposé, de sympathiser avec le sujet, de le plaindre sans gêne, et de déplorer son état. Bien que le tableau soit classique, d'un point de vue formel — il est conforme aux conventions établies dans les grandes œuvres représentant les saints ou l'affliction —, son sujet n'en est pas moins original, car les représentations individuelles d'esclaves étaient rares dans la tradition picturale européenne de cette époque.

## L'artiste et son œuvre
L'artiste, John Simpson, était un portraitiste britannique. Il étudia la peinture au sein de la Royal Academy et fut longtemps assistant du portraitiste Thomas Lawrence. Le tableau est peint sur une toile réutilisée. Une analyse aux rayons X permit de découvrir que, sous l’œuvre actuelle, Simpson avait précédemment peint une maison seigneuriale et un autre portrait. Cette réutilisation suggère que l'artiste ne l'a pas peinte sur commande (les œuvres de commande étant sa principale source de revenus) : dans le cas présent, il semble avoir choisi le sujet de son propre gré. Le portrait fut exposé à Londres, au sein de la Royal Academy, non pas une, mais deux fois : en 1827 puis, à nouveau, en 1828. Il fut également présenté lors d'une exposition organisée par la Liverpool Academy, en 1828. Plusieurs revues contemporaines de l'époque notèrent le pathétique que la peinture évoquait, et associèrent l’œuvre à la littérature anti-esclavagiste « radicale » ou « sentimentale ».
Durant cette période, les Britanniques débattaient de la question de l'abolition de l’esclavage au sein de l'empire. Le commerce des esclaves fut interdit dès 1807, mais l'abolition était toujours une question politique d'actualité à la fin des années 1820. Dans ce contexte, les deux expositions de l’œuvre à Londres, ainsi que celle de Liverpool — « une ville synonyme d'esclavage, et dont les marchands continuent de prospérer grâce à l'esclavage », selon les dires du critique d'art Martin Postle —, trouvent un écho important. Dans le catalogue de la première exposition, l'artiste inclut des vers du poète anglais William Cowper : « Ah but! what wish can prosper or what prayer/for merchants rich in cargoes of despair » (extrait du poème « Charity », 1784). Postle écrit :

« Malgré une grande négligence et une certaine obscurité, Simpson était un artiste doué, capable parfois de s'aventurer au-delà des canons du portrait, et de son rôle d'assistant d'atelier. Et une de ses œuvres en particulier, « The Captive Slave », a acquis le statut d’icône, et peut être considérée aujourd'hui comme son chef-d'œuvre et comme un emblème digne des objectifs et des réalisations du mouvement abolitionniste. »

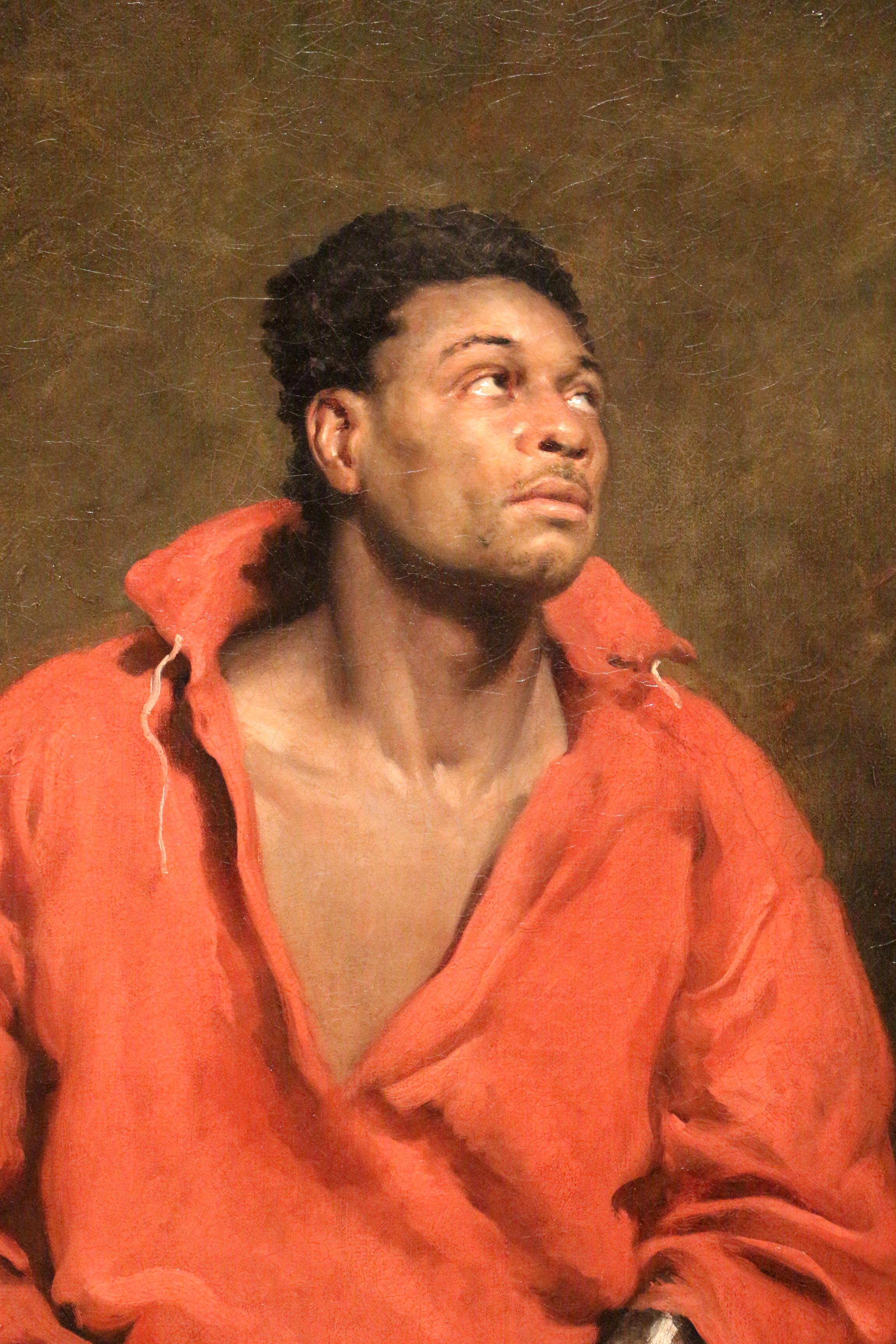
Détail

Le modèle peint par Simpson serait l'acteur américain Ira Aldridge,. Aldridge naît sous le statut de nègre libre (« free negro ») et fait ses études à New York. En tant qu'acteur noir, le manque d'opportunités sérieuses le pousse à quitter les États-Unis. Il devient un acteur shakespearien à succès en Europe, malgré les commentaires parfois racistes de certains critiques de théâtre.

## Histoire de l'œuvre
La peinture de Simpson faisait partie d'une collection privée avant d'être vendue à Dublin en 1996. À cette époque, le cartel du tableau indiquait : "J. Simpson, The Slave". Un collectionneur amateur britannique le céda à un marchand d'art, qui le revendit à son tour à l'Art Institute of Chicago, en 2008. Avant son acquisition par le musée, où il subit des tests scientifiques, le tableau n'avait pas été exposé au grand public depuis 180 ans. Un autre exemplaire du tableau, considéré comme une copie d'auteur inconnu, se trouve dans la collection du musée William Wilberforce à Hull, en Angleterre.